# 錫塔爾克峰

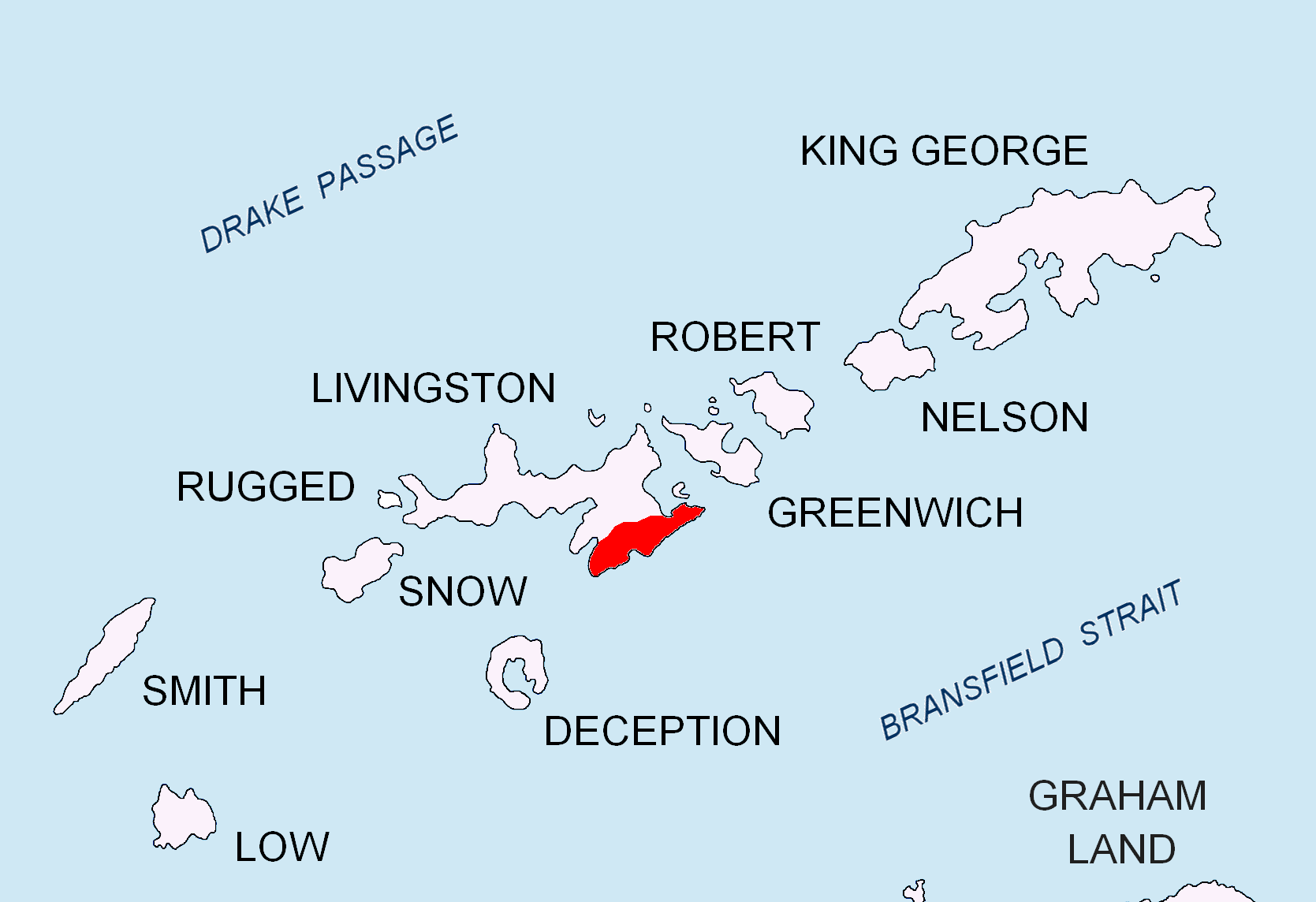

錫塔爾克峰是南極洲的山峰，位於南設得蘭群島的利文斯頓島，屬於騰格里山脈中列夫斯基嶺的一部分，海拔高度600米，處於圖特拉坎峰以北0.7公里、普拉納峰東北部0.75公里、內斯蒂納里冰原島峰以東1.46公里、庫克里冰原島峰東南面1.93公里和因圖伊申峰西南面1.34公里。
62°38′49.7″S 60°03′38″W / 62.647139°S 60.06056°W

## 外部連結
- SCAR Composite Antarctic Gazetteer（页面存档备份，存于）.